# 세계간암학회준비위원회
세계간암학회준비위원회는 세계간암학회의 성공적 유치, 개최를 통해 국내 간암학 분야의 위상을 높이고 국제회의 산업 발전에 기여하기 위하여 2008년 5월 26일 설립된 문화체육관광부 소관의 재단법인이다. 사무실은 서울시 송파구 풍납 2동 388-1번지 서울아산병원에 있다.

## 주요 사업
- 2009 세계간암학회의 유치활동
- 2009 세계간암학회의 개최준비
- 유관학회와의 협조
- 기타 본 재단의 목적 달성에 필요한 사업